# Peter Johann Brandl

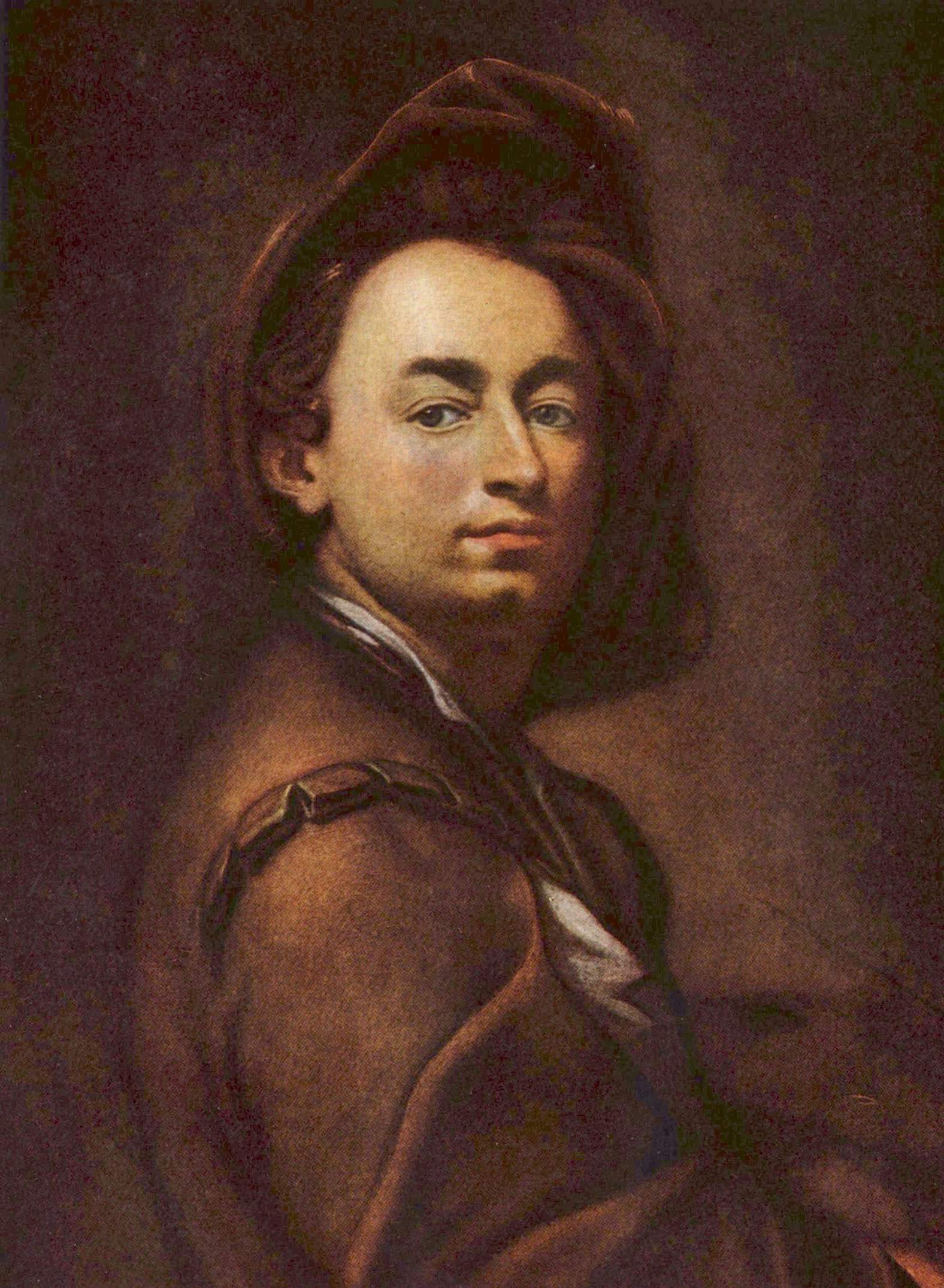
Selbstporträt, 1700

Peter Johann Brandl (* 24. Oktober 1668 in Prag; † 24. September 1735 in Kuttenberg, Königreich Böhmen; auch Brandel oder Prantl, tschechisch Petr Jan Brandl) war ein böhmischer Barockmaler.

## Ausbildung und Erfolg

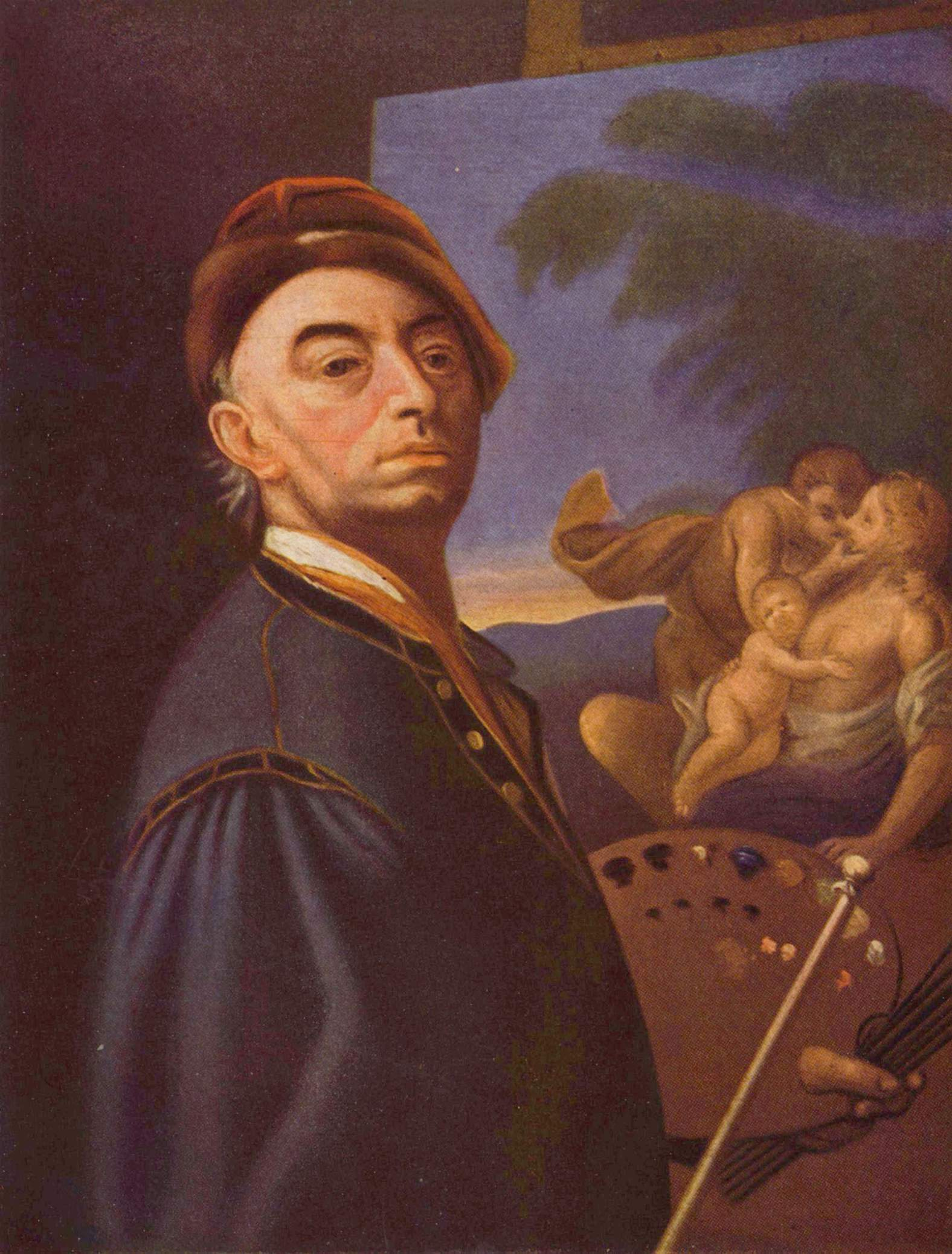
Porträt von einem Nachfolger, 1735 oder später

Brandl war von 1685 bis 1691 Schüler des Prager Hofmalers Christian Schröder. Hier lernte er die Werke holländischer und italienischer Meister kennen. Sein Vorbild war jedoch der Maler Karel Škréta. Die ersten Porträts, mit denen er bald bekannt wurde, fertigte er mit 19 Jahren an. Es folgten Aufträge kirchlicher Institutionen für religiöse Werke, mit denen er sich großes Ansehen erwarb. Seit 1694 war er Meister der Altstädter Malerzeche. Zu seinen Werken zählen Porträts, Genrebilder, religiöse Darstellungen und Bilder aus der Mythologie. Er wird – neben Wenzel Lorenz Reiner – als der bedeutendste Maler der Blütezeit des Böhmischen Barock bezeichnet. Einer seiner Schüler war Christian Philipp Bentum.
In seinen Bildern wählte er dramatische Inszenierungen, die er mit Lichtquellen und Schattierungen kombinierte. Die lebendige Charakteristik seiner Persönlichkeiten erlaubte es ihm, genaue Porträts zu malen. J. Q. Jahn schrieb über ihn: „Er modellierte ganze Figuren und Gruppen von Figuren im Schlamm, damit er ihnen die Brechung des Lichts und die Schattenspiel ablesen konnte.“

## Herkunft und Familie
Johann Peter Brandl war der Sohn wohlhabender Eltern. Sein Vater war Schneider und Gastwirt, vermutlich deutscher Herkunft, seine Mutter Alžběta Hrbková entstammte einer Bauernfamilie aus Přestanice. Er besuchte zunächst das Jesuitengymnasium. Mit 33 Jahren heiratete er die Tochter eines Malers, mit der er drei Kinder hatte, die er jedoch später verließ. Sein Sohn Anton war Kupferstecher. Obwohl er für seine Werke gut entlohnt wurde, lebte er in ungeordneten finanziellen Verhältnissen und führte ein unstetes Leben. So musste er z. B. für die Ausführung des Auftrags des Grüssauer Hauptaltarbildes erst durch den Klosterabt aus dem Königgrätzer Schuldgefängnis losgekauft werden.
Gegen Ende seines Lebens ließ sich Brandl in Kuttenberg nieder, wo er – trotz des großen künstlerischen Erfolges – verarmt gestorben sein soll. Sein Grab befindet sich in der dortigen Marienkirche.
Peter Johann Brandl ist ein entfernter Vorfahr des zeitgenössischen österreichischen Malers Herbert Brandl und des zeitgenössischen amerikanischen und schweizerischen Malers Mark Staff Brandl.

## Werke

### In Prag

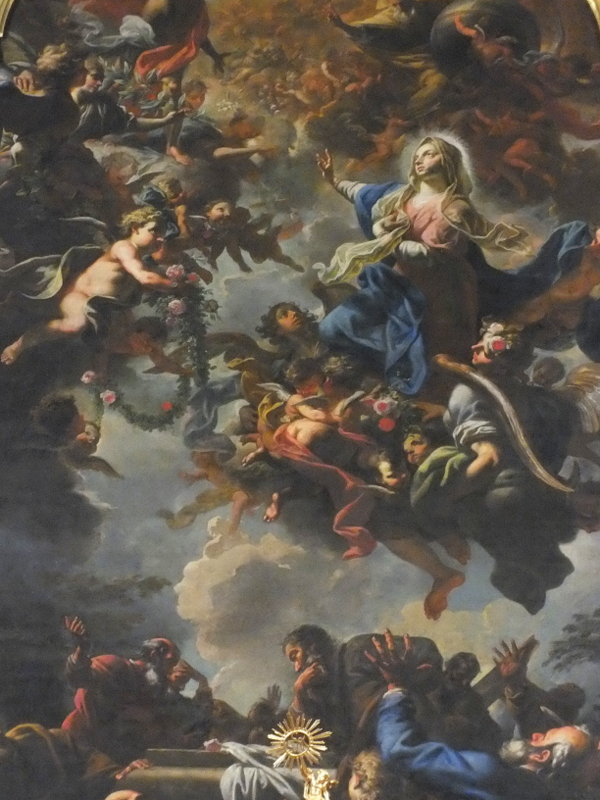
Grüssau, Altargemälde Mariä Himmelfahrt

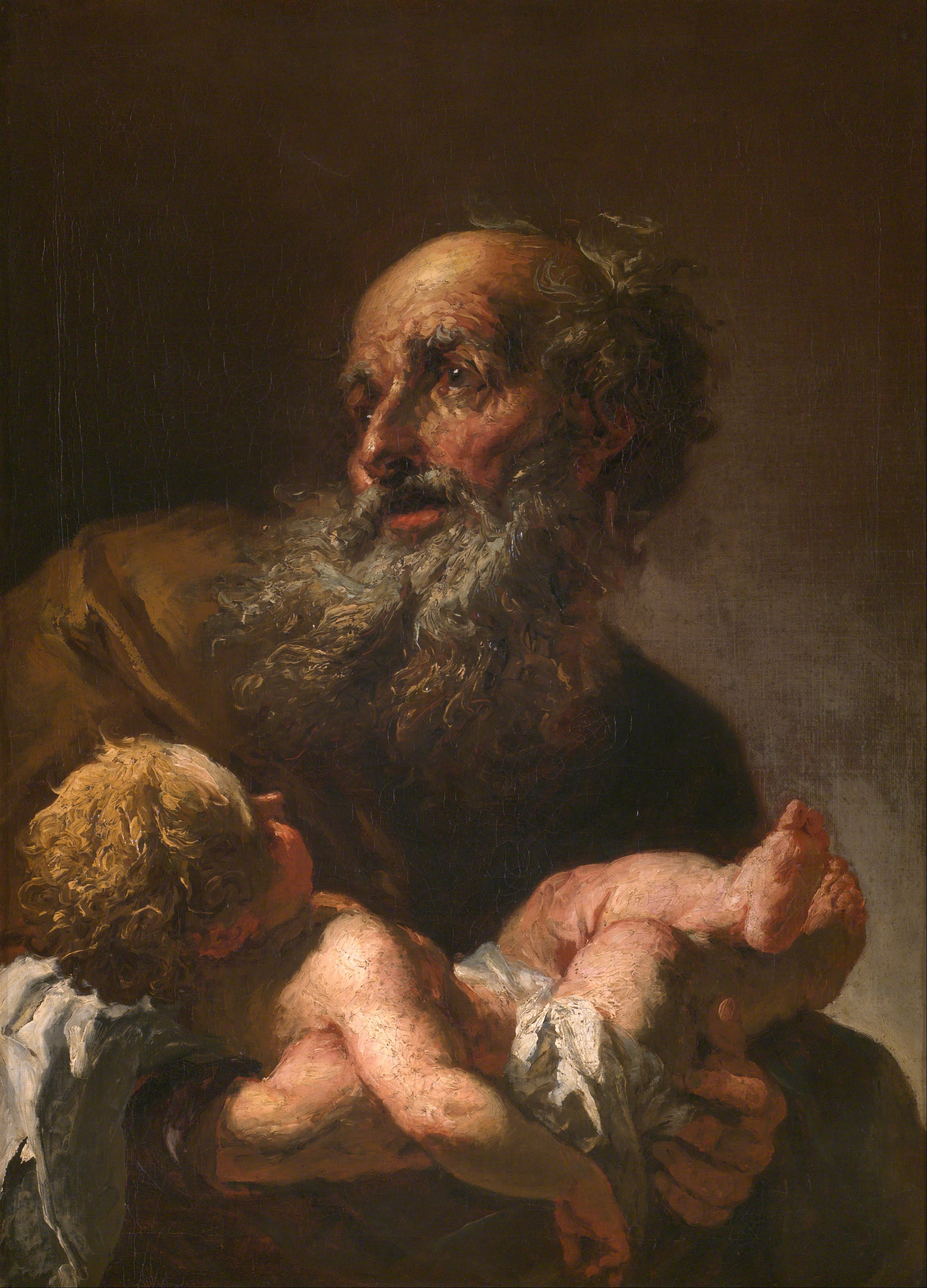
Simeon mit dem Jesusknaben, 1725 (Nationalgalerie Prag)

- Clementinum, St.-Clemenz-Kirche (Kostel svatého Klimenta): Hauptaltargemälde St. Leonhard
- Maria vom Siege (Kostel P. Marie Vítězné): Altarbilder Hl. Josef, Hl. Joachim mit Hl. Anna und Hl. Simon
- Kloster Břevnov: Altarbild Tod des Hl. Winthir in der Klosterkirche St. Margarete (kostel sv. Markéty)

### In anderen Orten
- Bechin, Matthäuskirche: Gemälde Anbetung der Könige
- Doxan, Klosterkirche Mariä Himmelfahrt: Hauptaltargemälde
- Ellbogen, St.-Wenzels-Kirche: Altarbilder
- Königgrätz, Heilig-Geist-Kathedrale (Chrám svatého Ducha): Gemälde Hl. Antonius; Mariä-Himmelfahrts-Kirche (Kostel Nanebevzetí Panny Marie): Gemälde
- Kolín, St.-Bartholomäus-Kirche (Chrám svatého Bartoloměje): Gemälde Martyrium des Hl. Bartholomäus
- Kožlany St.-Laurentius-Kirche, Gemälde des Hl. Laurentius
- Kuttenberg, St.-Jakobs-Kirche (Kostel svatého Jakuba): Altargemälde Hl. Dreifaltigkeit
- Lissa an der Elbe: Gemälde im Schloss
- Nová Paka, Wallfahrtskirche Mariä Himmelfahrt: zwei Gemälde
- Manětín – Křest Kristův (1715/6) – Kirche sv. Jana Křtitele
- Pless, Marienkirche: Altargemälde
- Saar an der Sazau, Marienkirche: Hauptaltargemälde
- Schloss Schlüsselburg, Dreifaltigkeitskirche: Gemälde
- Kloster Sedletz, Klosterkirche: Gemälde Vierzehn Nothelfer
- Smiřice – Klanění tří králů (1727) – Kirche Zjevení Páně
- Světlá nad Sázavou, Pfarrkirche: Altargemälde
- Teplitz, Dekanatskirche Johannes der Täufer: Gemälde

### In tschechischen Galerien
- Nationalgalerie Prag
- Schloss Friedland (Frýdlant): Porträt des Grafen Franz Anton Sporck
- Schloss Jarmeritz (Jaroměřice nad Rokytnou)
- Schloss Jitschin (Jičín)
- Schloss Mělnik

### In der Grafschaft Glatz
- Bad Reinerz (Duszniki-Zdrój), Pfarrkirche St. Peter und Paul: Hauptaltargemälde Abschied der Hll. Petrus und Paulus
- Friedersdorf (Łężyce), Hochaltarbild

### In Schlesien
- Grüssau (Krzeszów), Kloster Grüssau: Altargemälde Mariä Himmelfahrt und Der hl. Nepomuk spendet Almosen[3][4]
- Klutschau (Klucz), Pfarrkirche St. Elisabeth: Gemälde Christus am Kreuz